# Franck Boidin
Franck Boidin (n. 28 august 1972, Hénin-Beaumont, communauté d'agglomération d'Hénin-Carvin⁠(d), Franța) este un fost scrimer olimpic francez, specializat pe floretă. A fost laureat cu bronz individual la Jocurile Olimpice din 1996 și la Campionatul Mondial din 2001. Cu echipa Franței a fost campion mondial în 1997 și în 2001.
După ce și-a încheiat cariera de sportiv, a devenit antrenor. În anul 2008 a fost numit la echipa națională a Franței de floretă feminin. Din 2012 se ocupa, în plus, de echipa masculină.

## Legături externe
- Materiale media legate de Franck Boidin la Wikimedia Commons
- en Franck Boidin la Olympedia.org